# Ibn Muqla
Abu-Ali Muhàmmad ibn Alí ibn Muqla, més conegut com a Ibn Muqla (persa: ابن مقله شیرازی) (Bagdad 885/886 - 940) va ser visir i un dels cal·lígrafs de l'escriptura àrab més importants del període abbàssida, a qui s'atribueix la invenció de l'escriptura thúluth.

## Biografia
Fou recaptador d'impostos a Fars, i va rebre després un càrrec a Bagdad sota el visir Ibn al-Furat el 908. Va tornar a col·laborar amb aquest darrer en el seu segon visirat el 917 però va perjudicar en aquest cop al visir i aquest no el va cridar altre cop al seu tercer visirat, però en canvi fou cridat per Alí ibn Issa ibn al-Jarrah en el seu segon visirat del 927 a 928 i li va encarregar les propietats públiques.
Amb el suport del camarlenc Nasr, del que es va fer amic, va obtenir el visirat el 928 i el va conservar fins al 930. Va fer front als problemes econòmics, però no als enfrontaments entre faccions militars. El 929 una revolució de palau va enderrocar a al-Múqtadir que fou substituït pel seu germà; després del fracàs del cop d'estat, Ibn Muqla va conservar el visirat, però tenint com a virtual adjunt a Alí ibn Issa i estretament vigilat pel cap militar Munis, fins a ser destituït el 930.
Al-Qàhir (932-934) el va cridar altre cop pel càrrec i va exercir durant uns sis mesos (932-933) però es va haver d'enfrontar a l'oposició del mateix califa i quan va intrigar per eliminar-lo fou descobert i va haver de fugir. Al cap d'uns mesos va poder enderrocar al califa i amb ar-Radi (934-940) va pujar al visirat per tercer cop (934 a 936) però encara que fou un govern prou bo en mig d'una gran crisi econòmica, no va aconseguir imposar la seva autoritat als emirs hamdànides de Mossul ni al governador de Wasit Ibn Ràïq. El 936 va caure en desgràcia i va ser destituït i tot seguit fou nomenat el primer gran emir (Ibn Ràïq).
Ibn Ràïq li va confiscar els seus béns i els del seu fill que havia col·laborat amb el pare al darrer visirat. Llavors va conspirar contra Ibn Ràïq i el califa el va fer empresonar i el gran emir li va fer tallar la mà dreta. Quan Bajkam s'acostava a Bagdad (938) se li va fer tallar la llengua. Al no rebre cap atenció a la presó va morir el 19 de juliol del 940.